# バイクパッキング
バイクパッキング（英: bikepacking）は、複数日にわたるアドベンチャー志向の自転車旅行である。徒歩で野山を旅するバックパッキング（英: backpacking）の自転車版にあたり、自らキャンプ道具を運んでの野営を伴うことが多い。
2006年頃からはラック（キャリア）を使わないことで悪路での走行性能や耐衝撃性を高めた荷物の積載方法が発達し、バイクパッキングという活動を象徴するものになった（日本語圏ではしばしばこの積載方法そのものを「バイクパッキング」と呼ぶが、これは原義とは異なる）。

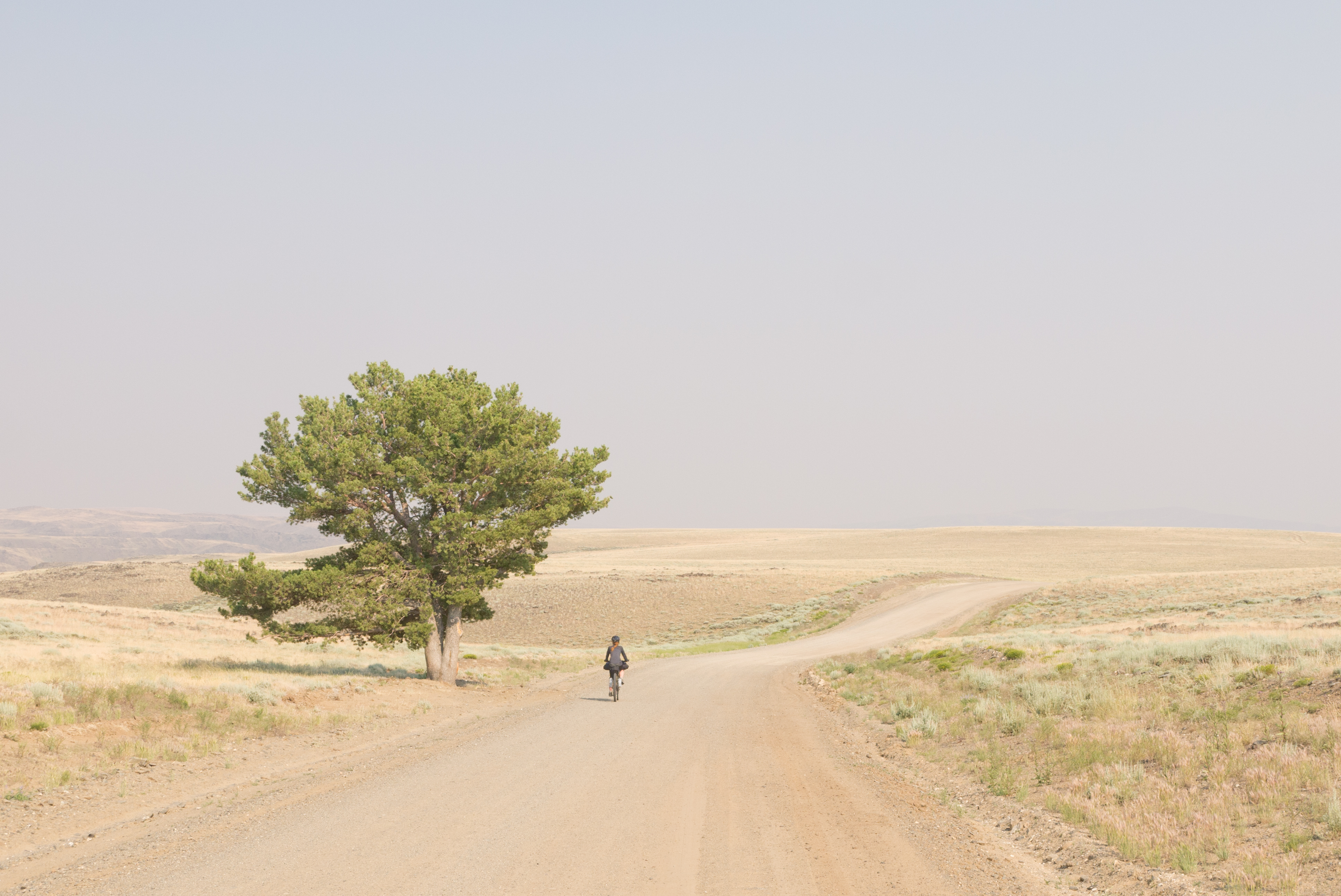
バイクパッキング中の風景

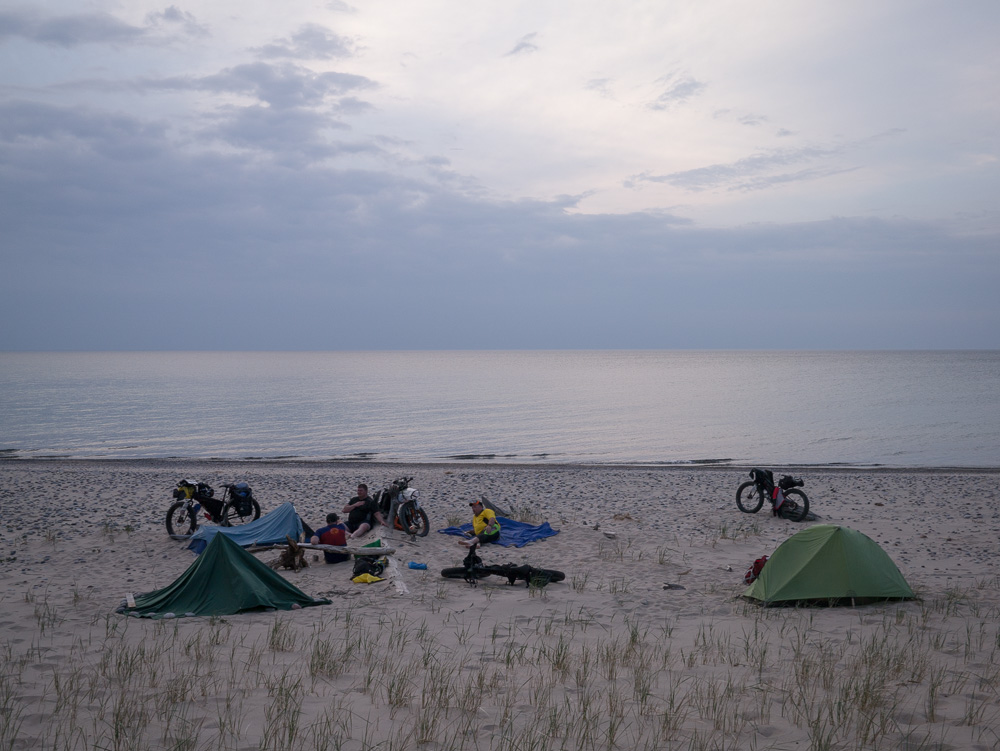
バイクパッキングの道中での野営

## フィールドと機材

### フィールド
バイクパッキングの典型的なフィールドは、ダートやグラベル（砂利道）、トレイルといった未舗装路を含む、人里から離れた土地の道である。

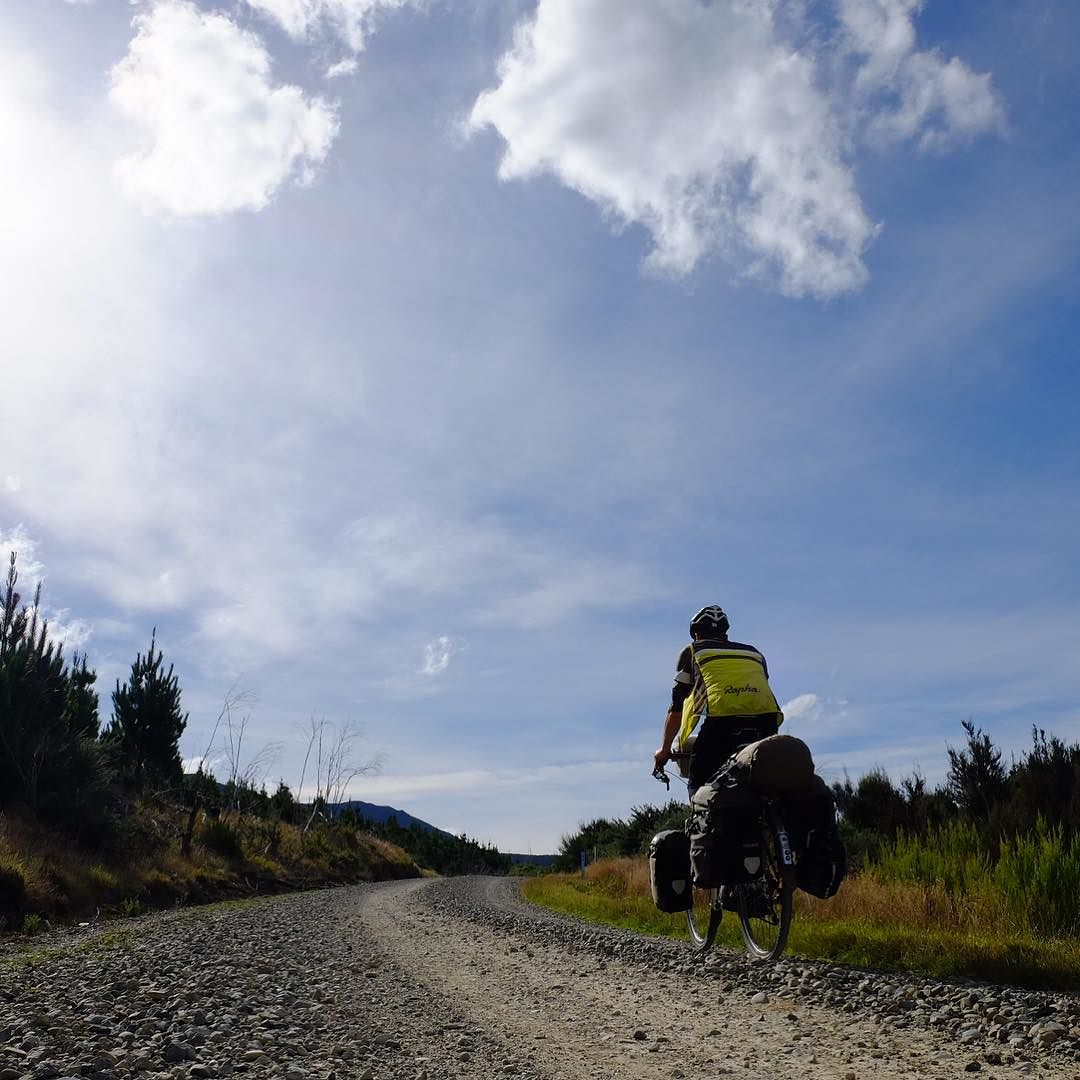
グラベルを走る

### 自転車
バイクパッキングで使う車種としてはマウンテンバイクやグラベルバイクが代表的だが、求めるアドベンチャーのタイプによっては悪路に特化した自転車は必須ではない。

### 積載用品
バイクパッキングという旅の概念がアメリカで生まれた1970年代から1990年代まで、その荷物の積載にはラックとパニアバッグを用いるのが普通だった。2006年頃からは壊れにくく走破性も損ないにくいラックレス（車体に直にくくりつける）方式の積載システムが注目され始め、2010年代の半ばにはこれがスタンダードとして定着したが、ラックやパニアも使われなくなったわけではなく、悪路に適したモデルが次々に登場している。

## 歴史

### 1970年代
「bikepacking」の初出は『ナショナル ジオグラフィック』1973年5月号の記事「Bikepacking Across Alaska and Canada」とされる。この記事は南北アメリカ大陸を縦断する自転車旅「ヘミスツアー（英: Hemistour）」を伝えたもので、旅人たちの自転車はドロップハンドルバーのツーリング車、荷物の積載方法はラックとパニアだった。
1973年のキャノンデール社のカタログにも、バイクパッキング用と明記されたサイクルトレーラーや「バイクパック」と名付けられた小型パニア他のバッグシステムが載っている。

### 1980年代
1980年代からはマウンテンバイクが一般に普及し始め、より積極的に悪路を走るバイクパッキングが可能になった。

### 1990年代
荷物を軽くし「自然との一体化」という原点に立ち返ろうとする「ウルトラライト」思想がバックパッキングの分野で1990年代に興り、後にバイクパッキングにも影響を与えた。

### 2000年代以降
1990年代の末からバイクパッキングに出かけながらウルトラライト思想の自転車への応用を模索していたカリフォルニアのジェフ・ボートマン（英: Jeff Boatman）が、2006年に自転車用バッグの工房カルーセル・デザイン・ワークス（英: Carousel Design Works）を設立、完全ラックレスのバッグ一式を世に送り出した。
2007年にはアラスカでエリック・パーソンズ（英: Eric Parsons）がレベレイト・デザインズ（英: Revelate Designs）の前身エピック・デザインズ（英: Epic Designs）を立ち上げ、やはり完全ラックレスの自転車用バッグ一式を冬季アドベンチャーレース向けに開発しているが、後に自社の代名詞となる「bikepacking」という言葉をパーソンズは当時まだ知らなかったという。
2008年にBikepacking.net、2012年にBikepacking.comがそれぞれ開設され、バイクパッキングという活動はより広く知られるようになった。日本では2017年に北澤肯が『バイクパッキング BOOK』を刊行している。

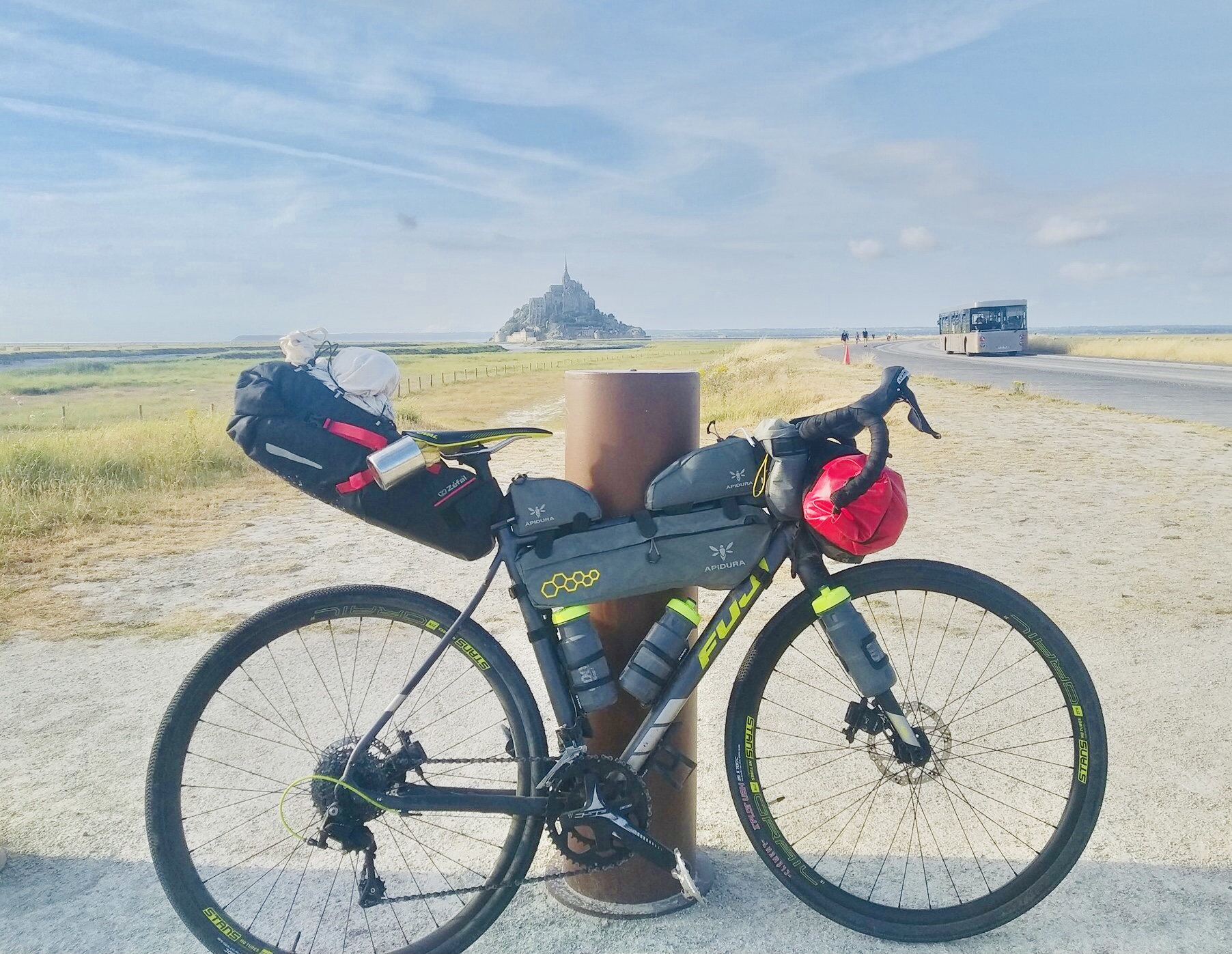
ラックレス方式の積載

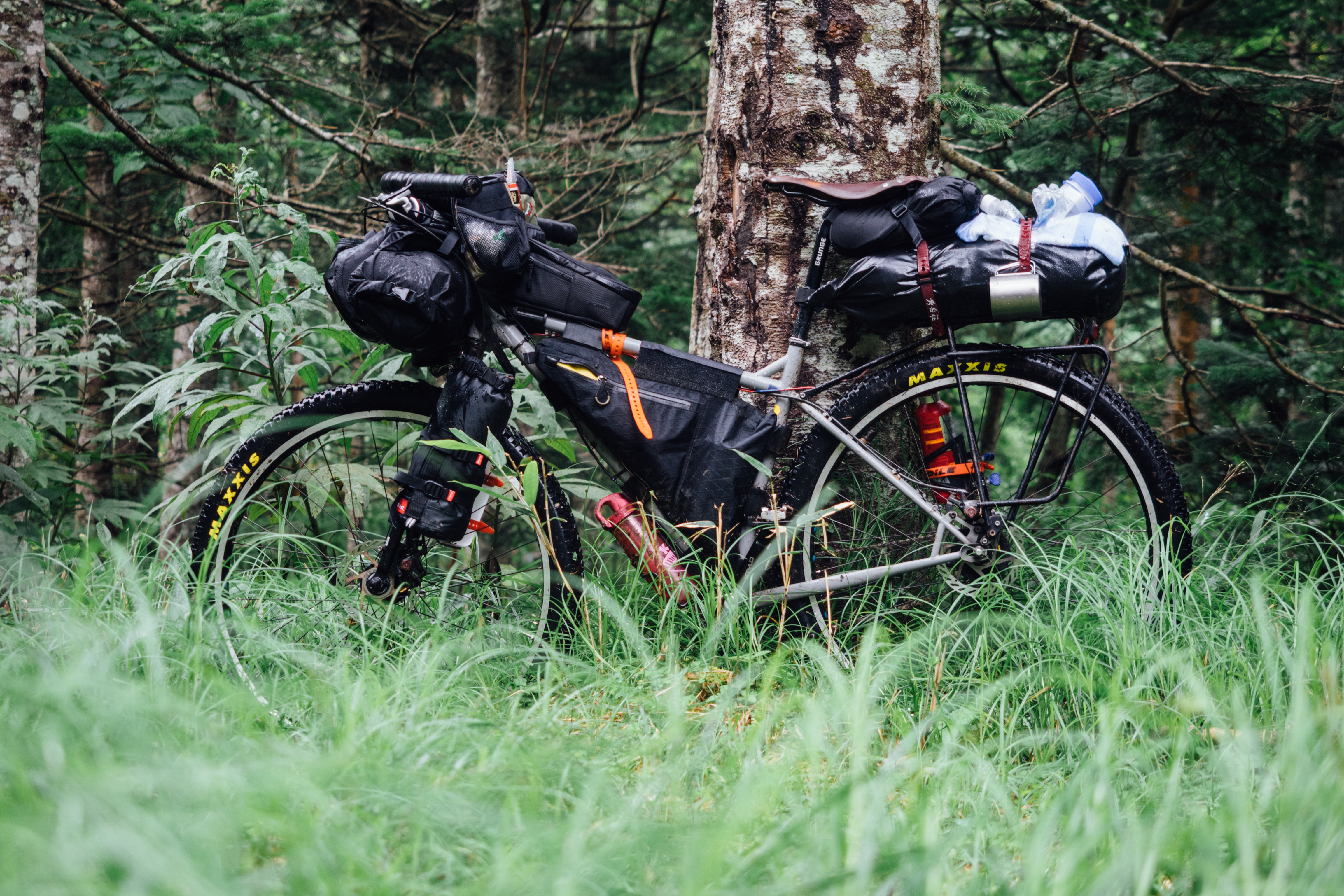
リアラックも使った積載

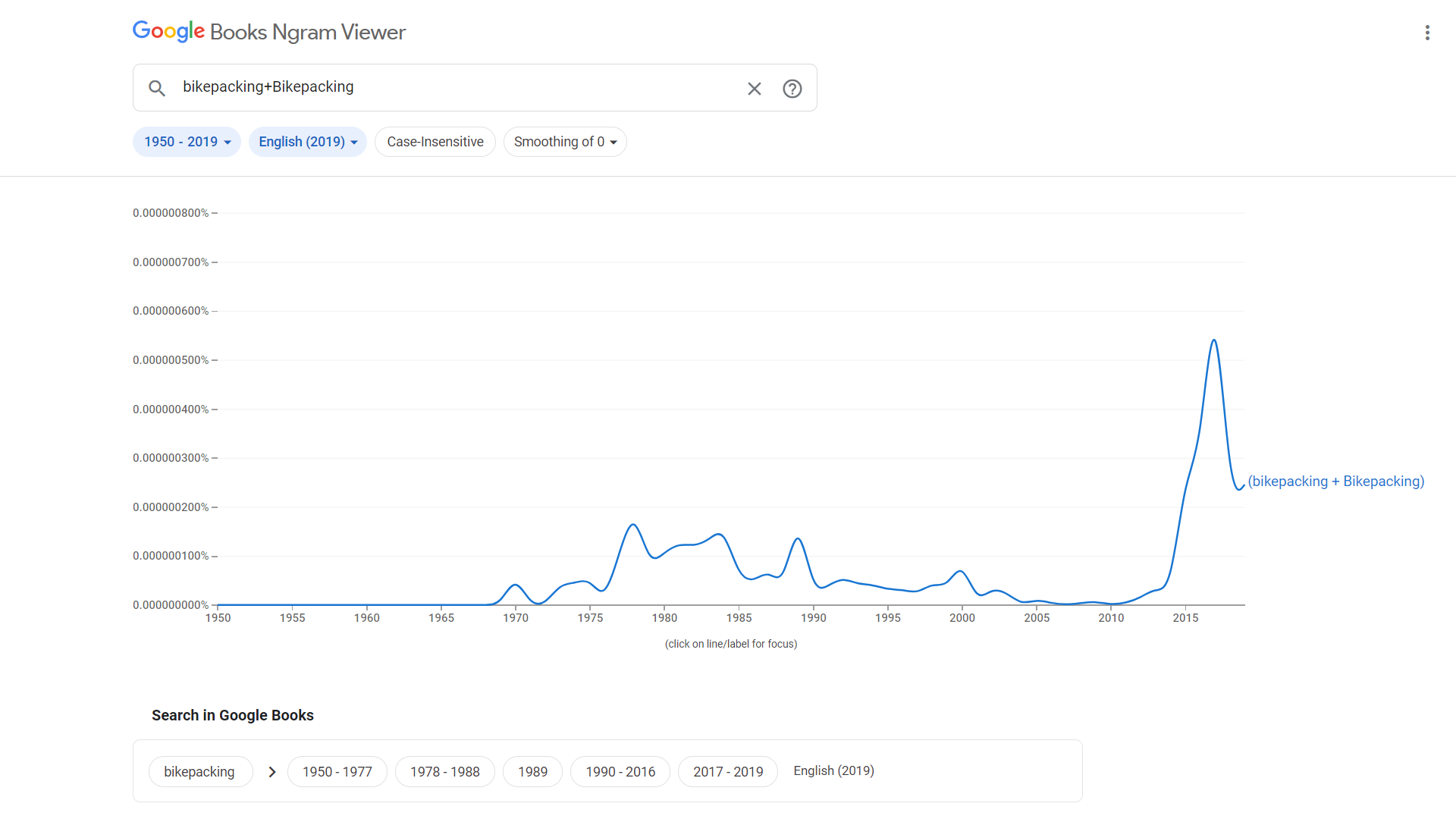
Google Booksに登録された英語書籍で「bikepacking」が使われた頻度（1950-2019年）※1970年頃の小ピークは書籍目録が絡んだノイズだと思われる

### 外国語文献
- Atkins, Thomas (2009年1月15日). “Jeff Boatman: Redefining the World of Bikepacking”. Sierra Mountain Times. 2009年6月20日時点のオリジナルよりアーカイブ。2022年1月15日閲覧。

- Bikepacking.com (2016年11月15日). “The Complete Guide to Bikepacking Bags”. Bikepacking.com. 2021年10月19日時点のオリジナルよりアーカイブ。2022年1月17日閲覧。

- Bikepacking.com. “Our Story”. Bikepacking.com. 2021年10月19日時点のオリジナルよりアーカイブ。2022年1月15日閲覧。

- Cannondale Corporation (1973年). “A Guide to Backpacking and Bicycling Equipment” (PDF). VintageCannondale.com. 2017年7月6日時点のオリジナルよりアーカイブ。2022年1月15日閲覧。

- Gilbert, Cass (2021年6月16日). “Mini Panniers and Small Panniers for Bikepacking”. BIKEPACKING.com. 2021年11月24日時点のオリジナルよりアーカイブ。2022年1月15日閲覧。

- Google Trends (2022年1月16日). “See Interest over time on Google Trends for bikepacking - Worldwide, 1/1/04 - 1/16/22 -”. 2022年1月16日閲覧。

- Grob, Kimberly (1994-09). “Bikes for the Backcountry?”. Backpacker (Emmaus, PA.: Rodale Press):  132. ISSN 0277-867X.

- Homer, Jill (2011年4月). “Give up the racks” (PDF).   Adventure Cycling Association. 2021年3月6日時点のオリジナルよりアーカイブ。2022年1月15日閲覧。

- Jenkins, Mark (1995-04). “The Cycles of Nature”. Backpacker (Emmaus, PA.: Rodale Press):  80-91. ISSN 0277-867X.

- Jessee, Daniel. “How to Choose a Bike for Bikepacking”. REI Co-op. 2018年6月1日時点のオリジナルよりアーカイブ。2022年1月15日閲覧。

- Morris, Scott. “About / Contact”. Bikepacking.net. 2021年3月1日時点のオリジナルよりアーカイブ。2022年1月15日閲覧。

- Pfender, Benedict (2020年6月25日). “How to go bikepacking: A beginner's guide to getting started”. off-road.cc. 2021年6月19日時点のオリジナルよりアーカイブ。2022年1月15日閲覧。

- Revelate Designs LLC. “Our Roots”. Revelate Designs LLC. 2021年11月2日時点のオリジナルよりアーカイブ。2022年1月15日閲覧。

- Rogers, Seb (2010年10月23日). “Interview: Specialized founder Mike Sinyard”. BikeRadar. 2021年11月5日時点のオリジナルよりアーカイブ。2022年1月15日閲覧。

- Sanders, William (1982), Backcountry Bikepacking: Everybody's Guide to Bicycle Camping, Emmaus, PA.: Rodale Press, ISBN 0878573712

- Scully, Lizzy (2018年10月18日). “Revelate Designs: Bikepacking from the beginning”. Revelate Designs LLC. 2021年4月17日時点のオリジナルよりアーカイブ。2022年1月15日閲覧。

- Siple, June (2016年4月). “1973 Article Helped Launch Bikecentennial” (PDF).   Adventure Cycling Association. 2021年1月25日時点のオリジナルよりアーカイブ。2022年1月15日閲覧。

- Staub, Frank (1984-07). “Bikes for the Backcountry?”. Backpacker (New York: Ziff-Davis Publishing Company):  53. ISSN 0277-867X.

- Tailfin (2021年8月19日). “Do Pannier Bags have any place in 'modern' bikepacking?”. Tailfin Cycling. 2022年1月17日時点のオリジナルよりアーカイブ。2022年1月17日閲覧。

- Watts, Logan (2021年3月2日). “What is Bikepacking?”. Bikepacking.com. 2021年3月2日時点のオリジナルよりアーカイブ。2022年1月15日閲覧。

### 日本語文献
- 芦沢一洋『バックパッキング入門』（文庫）山と溪谷社、2018年。ISBN 9784635048613。

- 内田紘倫 (2021年10月30日). “あらためて遊歩大全 #11 / バックパッキング入門編”. Popeye Web. 2021年11月21日時点のオリジナルよりアーカイブ。2022年1月15日閲覧。

- 北澤肯『バイクパッキング BOOK』山と溪谷社、2017年。ISBN 9784635242387。